# Brigitte Bardotová
Brigitte Anne-Marie Bardotová (nepřechýleně Bardot, často přezdívána iniciály BB, * 28. září 1934 Paříž) je francouzská aktivistka za práva zvířat, bývalá herečka, zpěvačka a modelka. Proslavila se ztvárněním sexuálně emancipovaných osobností s hédonistickým životním stylem a byla jedním z nejznámějších sexuálních symbolů konce 50. a 60. let 20. století. Přestože se v roce 1973 stáhla ze zábavního průmyslu, zůstává významnou ikonou populární kultury.
Bardotová se narodila a vyrostla v Paříži a v mládí se věnovala baletu. Hereckou kariéru zahájila v roce 1952. Mezinárodního uznání dosáhla v roce 1957 za roli ve filmu ...a Bůh stvořil ženu (1956) a upoutala také pozornost francouzských intelektuálů. V roce 1959 o ní spisovatelka Simone de Beauvoir napsala esej, v níž ji označila za „lokomotivu ženských dějin“ a na základě existencialistických myšlenek ji prohlásila za první a nejsvobodnější ženu poválečné Francie. Za roli ve filmu Pravda získala v roce 1961 cenu Donatellův David pro nejlepší zahraniční herečku. Později zahrála také ve filmu Jeana-Luca Godarda Pohrdání (1963) a za roli ve filmu Louise Malleho Viva Maria! (1965) byla nominována na cenu BAFTA pro nejlepší zahraniční herečku.
Než Bardotová odešla v roce 1973 ze zábavního průmyslu, zahrála si ve 47 filmech, účinkovala v několika muzikálech a nahrála více než 60 písní. V roce 1985 jí byl udělen Řád čestné legie. Po odchodu do důchodu se stala aktivistkou za práva zvířat a založila Nadaci Brigitte Bardot. Bardotová je známá svou silnou osobností, otevřeností a projevy na obranu zvířat. Stala se také objektem kontroverze, když byla pětkrát pokutována za podněcování rasové nesnášenlivosti, neboť veřejně vystupovala proti imigraci a islámu ve Francii. Je vdaná za Bernarda d'Ormale, bývalého poradce Marine Le Penové, francouzské krajně pravicové političky. Novinový deník Los Angeles Times Bardotovou zařadil na druhé místo v žebříčku 50 nejkrásnějších žen ve filmu.

## Život

### Mládí
Brigitte Anne-Marie Bardot se narodila 28. září 1934 v 15. pařížském obvodu Anne-Marie Mucel (1912–1978) a Louisi Bardotovi (1896–1975). Bardotové otec, původem z Ligny-en-Barrois, byl inženýr a majitel několika průmyslových závodů v Paříži. Její matka byla dcerou ředitele pojišťovny. Stejně jako její otec vyrůstala v konzervativní katolické rodině. V dětství trpěla tupozrakostí, která měla za následek zhoršené vidění levého oka. Má jednu mladší sestru, Mijanou Bardotovou.
Dětství Bardotové bylo materiálně zajištěné; žila v rodinném bytě se sedmi ložnicemi v luxusním 16. obvodu. Vzpomínala však, že v prvních letech života k tomuto pociťovala odpor.Šablona:Sfnm Její otec vyžadoval, aby dodržovala přísné normy chování, včetně dobrého stolování, a nosila vhodné oblečení. Její matka byla při výběru společníků velmi vybíravá, a proto měla Bardotová v dětství jen velmi málo přátel. Bardotová uvedla osobní traumatizující příhodu, kdy se svou sestrou rozbily při hře v domě oblíbenou vázu svých rodičů; otec sestry dvacetkrát seřezal. Od té doby se k nim dle jejích slov choval jako k „cizím lidem“ a vyžadoval, aby rodiče oslovovaly francouzským zájmenem „vous“, což je formální styl oslovování, který se používá při hovoru s neznámými nebo výše postavenými osobami mimo nejbližší rodinu. Tato událost rozhodujícím způsobem vedla k tomu, že Bardotová pocítila odpor ke svým rodičům a v budoucnu začala vést rebelský životní styl.
Během druhé světové války, kdy byla Paříž okupována nacistickým Německem, trávila Bardotová kvůli stále přísnějšímu civilnímu dohledu více času doma. Začala se věnovat tanci na hudbu, kterou si pouštěla na gramofonu, v čemž její matka spatřila potenciál pro baletní kariéru. V sedmi letech byla Bardotová přijata do soukromé školy Cours Hattemer. Do školy chodila tři dny v týdnu, což jí poskytovalo dostatek času na lekce tance v místním studiu, které jí zařídila její matka. V roce 1949 byla Bardotová přijata na Národní konzervatoř hudby a tance v Paříži. Tři roky navštěvovala hodiny baletu vedené ruským choreografem Borisem Kniazevem. Studovala také na soukromé katolické střední škole Institut de la Tour nedaleko svého domova.
Hélène Gordon-Lazareffová, tehdejší ředitelka časopisů Elle a Le Jardin des Modes, najala Bardotovou v roce 1949 jako „mladší“ modelku. Dne 8. března 1950 se Bardotová (v té době jí bylo 15 let) objevila na obálce časopisu Elle, což jí přineslo hereckou nabídku na film Les Lauriers sont coupés od režiséra Marca Allégreta. Její rodiče byli proti tomu, aby se stala herečkou, ale její dědeček ji podpořil slovy, že „pokud se z této malé dívky má stát děvka, tak to nebude kvůli filmu“. Na konkurzu se Bardotová setkala s Rogerem Vadimem, který jí později oznámil, že roli nedostala. Následně se do sebe zamilovali. Její rodiče se proti jejich vztahu ostře postavili; otec jí jednoho večera oznámil, že bude pokračovat ve studiu v Anglii a že jí koupil lístek na vlak, cesta se měla uskutečnit následující den. Bardotová reagovala tak, že strčila hlavu do pece s otevřeným ohněm; rodiče ji zastavili a nakonec vztah akceptovali pod podmínkou, že se za Vadima provdá až v osmnácti letech.

### Kariéra

#### Začátky: 1952–1955
V roce 1952 se Bardotová znovu objevila na obálce časopisu Elle, což jí zajistilo nabídku na filmové zpracování komedie Le Trou normand (1952) s Bourvilem v hlavní roli a v režii Jeana Boyera. Za malou roli ztvárňující sestřenici hlavní hrdinky vydělala 200 000 franků. Svou druhou filmovou roli si Bardotová zahrála ve filmu Manina, la fille sans voile (1953) režiséra Willyho Roziera. Dále si zahrála ve filmech Les Dents longues a Le Portrait de son père (oba 1953).
Bardotová získala i malou roli ve filmu z hollywoodské produkce, který se natáčel v Paříži, a to Čin lásky (1953) s Kirkem Douglasem v hlavní roli. Pozornosti médií se jí pak dostalo, když se v dubnu 1953 zúčastnila filmového festivalu v Cannes.
Bardotová měla hlavní roli v italském melodramatu Tradita (1954) a ve francouzském dobrodružném filmu Syn sladké Caroline (1954). Roli záletné studentky poté sehrála po boku Jeana Maraise ve filmu Marca Allégreta Futures vedettes (1955). První větší anglicky mluvenou roli si Bardotová zahrála ve filmu Doktor na moři (1955), kde byla objektem milostné touhy Dirka Bogarda. Tento film byl v tom roce třetím nejnavštěvovanějším filmem v britských kinech.

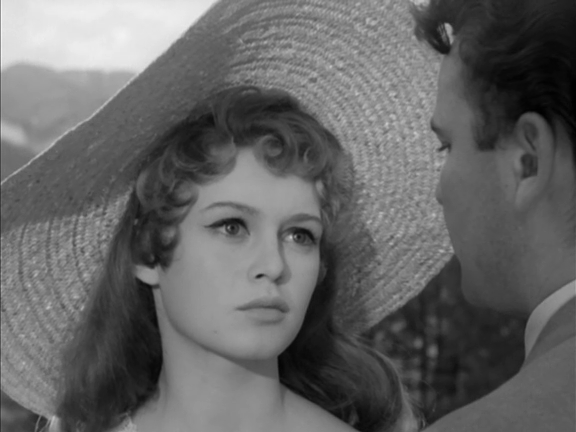
Bardotová v jedné ze scén filmu Tradita (1954)

Menší roli si zahrála ve filmu Velké manévry (1955) režiséra Reného Claira, kde sekundovala Gérardu Philipovi a Michèle Morganové. Větší roli dostala ve filmu La lumière d’en face (1956) režiséra Georgese Lacomba. V hollywoodským filmu Paris a Helena (1956) se objevila v malé roli coby Helenina služebnice.
Pro italský film Můj syn Nero (1956) byla Bardotová režisérem požádána, aby se pro účely natáčení objevila jako blondýna. Místo paruky, která by zakryla její přirozeně tmavé vlasy, se rozhodla vlasy rovnou odbarvit. S výsledkem byla natolik spokojená, že si blond barvu vlasů ponechala.

#### Vzestup ke slávě: 1956–1962

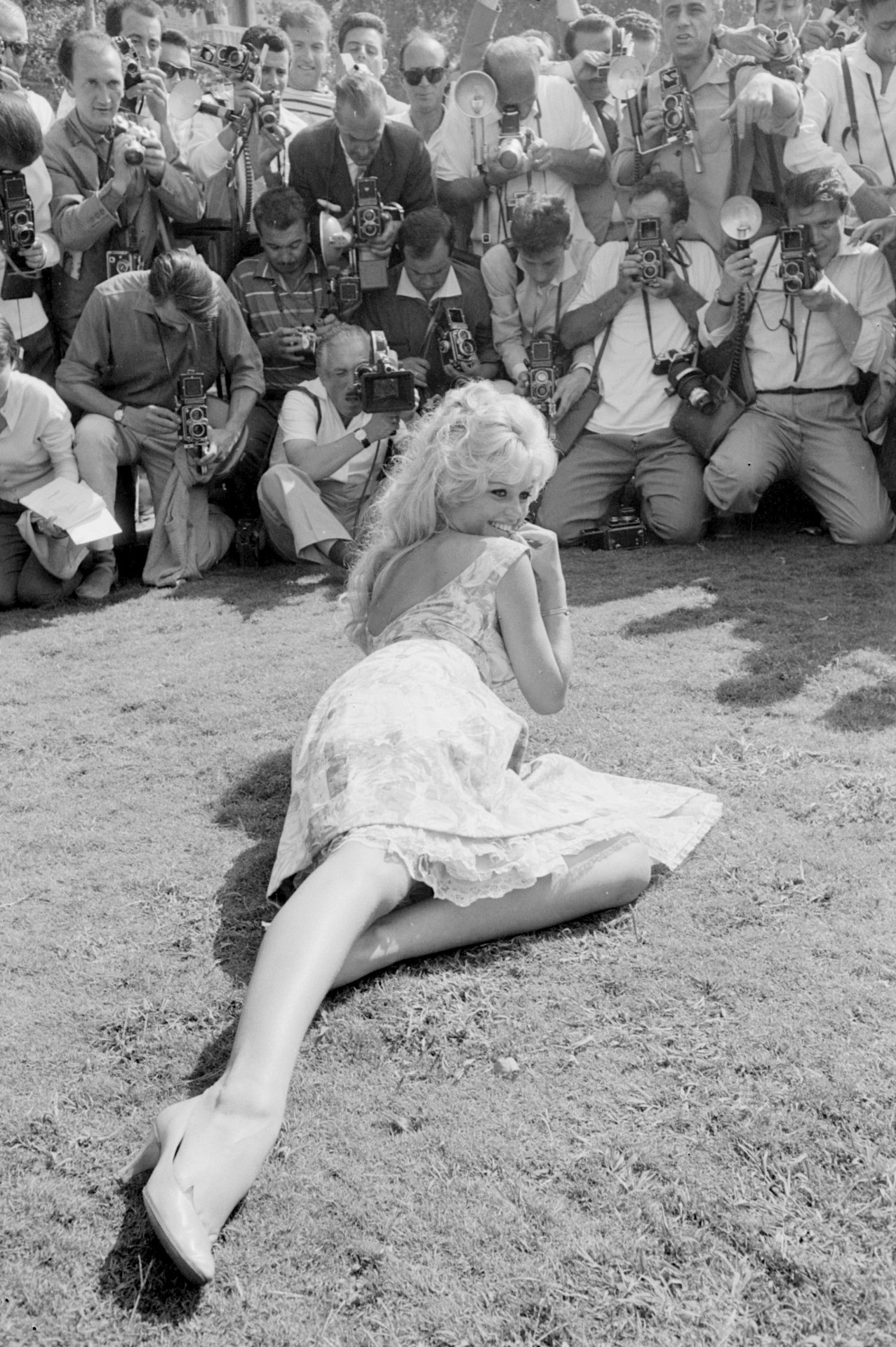
Bardotová na Benátském filmovém festivalu v roce 1958

Bardotová se poté objevila ve čtyřech filmech, které z ní postupně udělaly hvězdu. Prvním z nich byl muzikál Zatracená holka (1956), kde Bardotová hrála problémovou školačku. Film vnikl spoluprací režiséra Michela Boisronda, který napsal scénář, spolu s Rogerem Vadimem, a stal se velkým hitem, dvanáctým nejnavštěvovanějším filmem roku ve Francii. Následovala komedie Má mě rád, nemá mě rád (1956), kterou Vadim napsal s režisérem Marcem Allégretem, znamenající další úspěch ve Francii. Stejně tak komedie Nevěsta je příliš krásná (1956) s Louisem Jourdanem.
A konečně melodrama ...a Bůh stvořil ženu (1956), což byl Vadimův režijní debut s Bardotovou v hlavní roli a s Jean-Louisem Trintignantem a Curdem Jürgensem po jejím boku. Film o nemorální teenagerce z prostředí spořádaného maloměsta měl obrovský úspěch nejen ve Francii, ale i ve světě – v roce 1957 se dostal mezi deset nejnavštěvovanějších filmů v Británii. Z Bardotové se díky němu stala mezinárodní hvězda. Přinejmenším od roku 1956 byla oslavována jako „sexy kočička“. Film vyvolal skandál ve Spojených státech a došlo i k zatčení ředitelů kin za jeho promítání.
K obrazu smyslnosti Bardotové přispěly v počátcích její kariéry fotografie profesionálního fotografa Sama Lévina. Na jedné z nich byla Bardotová zachycena zezadu, oblečená do bílého korzetu. Britský fotograf Cornel Lucas pořídil v 50. a 60. letech 20. století snímky Bardotové, které se pro ni staly příznačnými.
Po snímku ...a Bůh stvořil ženu natočila Bardotová komedii Pařížanka (1957) režiséra Boisronda, v níž si zahrála spolu s Charlesem Boyerem. S Vadimem se znovu setkala v dalším melodramatu Klenotníci měsíčního svitu (1958) a ve filmu V případě neštěstí (1958) hrála kriminálnici, která svádí Jeana Gabina. Posledně jmenovaný film byl ve Francii třináctým nejnavštěvovanějším filmem roku.
La Femme et le pantin (1959) režiséra Juliena Duviviera byla oblíbená, ale velkým hitem se stala komedie Babeta jde do války (1959), zasazená do období druhé světové války, která byla čtvrtým nejnavštěvovanějším filmem roku ve Francii. Hojně navštěvovaný byl také film Voulez-vous danser avec moi ? (1959) od režiséra Boisronda.

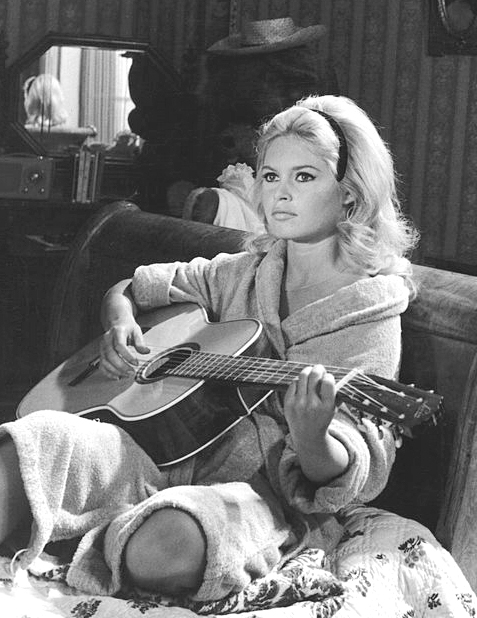
Bardotová ve filmu Láska na polštáři (1962)

Jejím dalším filmem bylo soudní drama Pravda (1960) od Henriho-Georgese Clouzota. Šlo o velmi medializovanou produkci, která vyústila v milostný poměr Bardotové a následný pokus o sebevraždu. Film byl vůbec největším komerčním úspěchem Bardotové ve Francii, třetím největším hitem roku a byl nominován na Oscara za nejlepší cizojazyčný film. Bardotová za roli ve filmu získala cenu Davida di Donatella pro nejlepší zahraniční herečku.
S Vadimem natočila komedii Otěže na krku (1961) a zahrála si v hvězdně obsazené antologii Amours célèbres (1962) s Alainem Delonem a Jeanem-Paulem Belmondem. Po boku Marcella Mastroianniho si Bardotová zahrála ve filmu inspirovaném jejím životem Soukromý život režiséra Louise Malleho. Ve Francii byl ale populárnějším film Láska na polštáři (1962), další z dílný režiséra Vadima.

#### Mezinárodní filmy a pěvecká kariéra: 1962–1968

Bardotová na návštěvě Brazílie, 1964

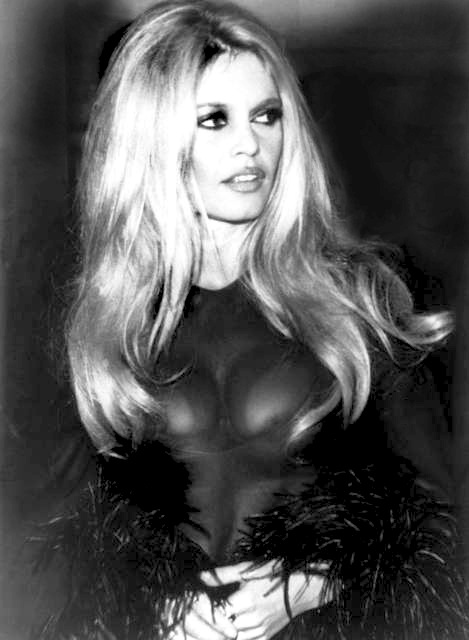
Bardotová v roce 1968

V polovině 60. let natáčela Bardotová filmy, které byly zaměřeny spíše na mezinárodní trh. Zahrála si ve filmu Jeana-Luca Godarda Pohrdání (1963), jehož producentem byl Joseph E. Levine a v němž hrál Jack Palance. V následujícím roce si zahrála společně s Anthonym Perkinsem v komedii Une ravissante idiote (1964).
Drahá Brigitto (1965), první hollywoodský film Bardotové, byla komedie s Jamesem Stewartem v roli akademika, jehož syn se do Bardotové zamiluje. Bardotová se v něm objevila poměrně krátce a film se nestal příliš velkým hitem.
Úspěšnější byla westernová komedie Viva Maria! (1965) režiséra Louise Malleho, v níž se objevila po boku Jeanne Moreauové. Ve Francii i ve světě se jednalo o trhák, i když v USA neprorazil tak, jak se doufalo.
Po epizodní roli v Godardově filmu Mužský rod, ženský rod (1966) přišel po několika letech její první naprostý propadák A coeur joie (1968), francouzsko-anglická koprodukce. Malou roli si zahrála v hvězdně obsazeném filmu Podivuhodné příběhy (1968) po boku Alaina Delona, pak si znovu vyzkoušela hollywoodský film: Shalako (1968), western se Seanem Connerym v hlavní roli, který se ale stal kasovním zklamáním.
V šedesátých a sedmdesátých letech se účastnila několika muzikálových show a nahrála mnoho populárních písní, většinou ve spolupráci seSergem Gainsbourgem, Bobem Zagurym a Sachou Distelem, včetně Harley Davidson; „Je Me Donne À Qui Me Plaît“; „Bubble gum“; „Contact“; „Je Reviendrai Toujours Vers Toi“; „L'Appareil À Sous“; „La Madrague“; „On Déménage“; „Sidonie“; „Tu Veux, Ou Tu Veux Pas?“ ; „Le Soleil De Ma Vie“ (coververze písně Stevieho Wondera „You Are the Sunshine of My Life“); a „Je t'aime... moi non-plus“. Bardotová Gainsbourga prosila, aby tento duet nevydával, a ten jejímu přání vyhověl; následující rok natočil znovu verzi s modelkou a herečkou britského původu Jane Birkinovou, která se stala obrovským hitem po celé Evropě. Verze s Bardotovou byla vydána v roce 1986 a stala se populárním hitem ke stažení v roce 2006, kdy vydavatelství Universal Music zpřístupnilo svůj retro katalog písní online, přičemž tato verze písně se umístila na třetím místě nejžádanějších downloadů.

#### Závěrečné filmy: 1969–1973
V letech 1969–1978 byla Bardotová oficiální tváří Marianne (až dosud anonymní), která reprezentovala svobodu Francie.
Film Ženy (1969) byl propadákem, komedie L'ours et la poupée (1970) si vedla o něco lépe. Jejích posledních několik filmů byly převážně komedie: Novicky (1970), Rumový bulvár (1971) (s Linem Venturou). Větší popularity dosáhl film Petrolejářky (1971), kterému pomohla Bardotová ve společné roli s Claudií Cardinale.
S Vadimem natočila ještě jeden film Don Juan 73 (1973), kde hrála v titulní roli. Vadim o filmu řekl, že: „Pod tím, čemu lidé říkají 'mýtus Bardotové', se skrývalo něco zajímavého, i když nikdy nebyla považována za nejprofesionálnější herečku na světě. Od té doby, co zestárla, se z mýtu Bardotové stala už jen památka... Byl jsem na ni jako na ženu zvědavý a musel jsem s ní něco dotáhnout do konce, dostat z ní a vyjádřit mnoho věcí, které jsem v ní cítil. Brigitte vždycky působila dojmem sexuální svobody – je to naprosto otevřený a svobodný člověk, bez jakékoli agrese. Tak jsem jí dal roli muže – to mě bavilo“.
„Pokud Don Juan není můj poslední film, bude to můj předposlední“, řekla Bardotová během natáčení. Své slovo dodržela a natočila už jen jeden film, Sukničkář Colinot (1973). V roce 1973 Bardotová oznámila, že končí s herectvím „způsobem, jak elegantně odejít“.

## Aktivismus za práva zvířat
Poté, co se objevila ve více než 40 filmech a nahrála několik hudebních alb, využila Bardotová své slávy k propagaci práv zvířat.
V roce 1986 založila Nadaci Brigitte Bardotové pro blaho a ochranu zvířat. Stala se vegetariánkou a na financování nadace vybrala tři miliony franků vydražením svých šperků a osobních věcí.
V roce 1999 napsala Bardotová dopis čínskému prezidentovi Ťiang Ce-minovi, zveřejněný ve francouzském časopise VSD, v němž Číňany obvinila z „mučení medvědů a zabíjení posledních tygrů a nosorožců na světě za účelem výroby afrodiziak“.

Bardotová v roce 2002

Během dvou let věnovala více než 140 000 dolarů na program hromadné sterilizace a adopce bukurešťských toulavých psů, jejichž počet se odhaduje na 300 000.
Bardotová je aktivistkou za práva zvířat a výraznou odpůrkyní konzumace koňského masa. Během návštěvy Kanady s Paulem Watsonem z organizace Sea Shepherd Conservation Society se například vyslovila proti lovu tuleňů. V srpnu 2010 Bardotová zaslala dánské královně Markétě II. dopis, v němž panovnici vyzvala, aby zastavila zabíjení delfínů na Faerských ostrovech. V dopise Bardotová popisuje tuto činnost jako „makabrózní podívanou“, která „je ostudou pro Dánsko a Faerské ostrovy ... Nejedná se o lov, ale o masové zabíjení ... zastaralou tradici, která nemá v dnešním světě žádné přijatelné ospravedlnění“.
Dne 22. dubna 2011 francouzský ministr kultury Frédéric Mitterrand oficiálně zařadil býčí zápasy mezi kulturní dědictví země. Bardotová mu napsala velmi kritický protestní dopis. Dne 25. května 2011 přejmenovala Společnost pro ochranu přírody Sea Shepherd svou rychlou záchytnou loď MV Gojira na MV Brigitte Bardot jako poděkování za její podporu.
Od roku 2013 provozuje Nadace Brigitte Bardotové ve spolupráci s indickou organizací Kagyupa International Monlam Trust každoroční tábor veterinární péče. Rok co rok se angažovala ve prospěch ochrany zvířat v Bódhgaji.
Dne 23. července 2015 Bardotová odsoudila plán australského politika Grega Hunta vyhubit 2 miliony koček za účelem záchrany ohrožených druhů, jako je například klokan černonohý a papoušek noční.

## Osobní život

### Manželství a vztahy

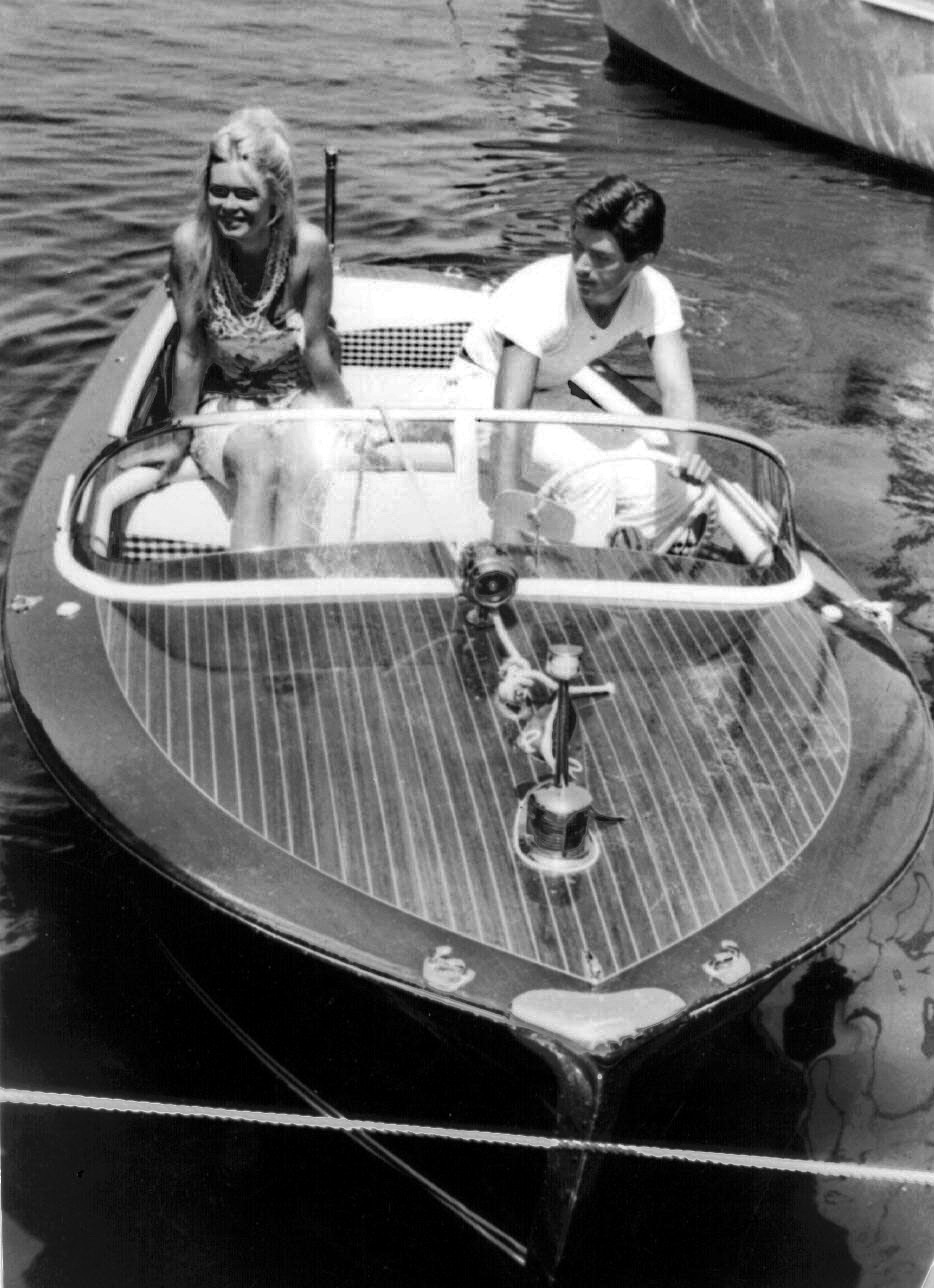
Bardotová a Sami Frey v Saint-Tropez, 1963

Během svého života měla Bardotová sedmnáct vztahů s muži a byla čtyřikrát vdaná. Bardotová dle svých slov odcházela do dalšího vztahu, když „přítomnost začínala být vlažná“; řekla: „Vždycky jsem hledala vášeň. Proto jsem byla často nevěrná. A když se vášeň chýlila ke konci, balila jsem si kufr“.
Dne 20. prosince 1952 se Bardotová jako osmnáctiletá provdala za režiséra Rogera Vadima. V roce 1956 se romanticky zapletla s Jeanem-Louisem Trintignantem, který byl jejím spoluhráčem ve filmu ...a Bůh stvořil ženu. Trintignant byl v té době ženatý s herečkou Stéphane Audranovou. Bardotová a Vadim se rozvedli v roce 1957; neměli spolu žádné děti, ale zůstali v kontaktu, a dokonce spolupracovali na pozdějších projektech. Udávaným důvodem rozvodu byly aféry Bardotové se dvěma jinými muži. Bardotová a Trintignant spolu žili asi dva roky, což zahrnovalo období před a po rozvodu Bardotové s Vadimem, ale nikdy se nevzali. Jejich vztah komplikovala Trintignantova častá nepřítomnost kvůli vojenské službě a Bardotové poměr s hudebníkem Gilbertem Bécaudem.
Po rozchodu s Vadimem si Bardotová pořídila v Cannes historickou usedlost ze 16. století s názvem Le Castelet. Vilu se čtrnácti ložnicemi, obklopenou bujnými zahradami, olivovníky a vinicemi, tvořilo několik budov.
V roce 1958 koupila druhou nemovitost s názvem La Madrague, která se nacházela v Saint-Tropez. Počátkem roku 1958 následoval rozchod s Trintignantem, po němž podle novinových zpráv v rychlém sledu následovalo údajné nervové zhroucení v Itálii. Dva dny předtím byl zaznamenán také pokus o sebevraždu pomocí prášků na spaní, kterou však její manažer pro styk s veřejností popřel. Během několika týdnů se zotavila a navázala vztah s hercem Jacquesem Charrierem. Otěhotněla dlouho předtím, než se 18. června 1959 vzali. Jediné dítě Bardotové, syn Nicolas-Jacques Charrier, se narodil 11. ledna 1960. Na počátku 60. let měla Bardotová poměr s Glennem Fordem. Poté, co se s Charrierem v roce 1962 rozvedla, byl Nicolas vychováván v rodině Charrierových a se svou biologickou matkou se až do své dospělosti příliš nestýkal. Jako důvod rozvodu s Charrierem byl uváděn Sami Frey. Bardotová byla do Freye zamilovaná, ten ji ovšem záhy opustil. V letech 1963 až 1965 žila s hudebníkem Bobem Zagurym.
Třetí manželství Bardotové s německým multimilionářem Gunterem Sachsem, trvalo od 14. července 1966 do 7. října 1969, ačkoli se rozešli již v předchozím roce. Když byla na natáčení filmu Shalako, odmítla dvoření Seana Conneryho; řekla: „Netrvalo to dlouho, protože jsem nebyla holka Jamese Bonda! Nikdy jsem nepodlehla jeho šarmu!“. V roce 1968 začala vztah s Patrickem Gillesem, který s ní hrál ve filmu L'ours et la poupée (1970); jejich vztah však na jaře 1971 ukončila. V následujících letech Bardotová postupně chodila s barmanem a lyžařským instruktorem Christianem Kaltem, majitelem klubu Luigim Rizzim, zpěvákem Sergem Gainsbourgem, spisovatelem Johnem Gilmorem, hercem Warrenem Beattym a Laurentem Vergezem, hereckým kolegou z filmu Don Juan 73.
V roce 1974 se Bardotová objevila nahá v časopise Playboy, který tak oslavil její 40. narozeniny. V roce 1975 navázala vztah s francouzským výtvarníkem Miroslavem Brozekem a pózovala pro některé jeho sochy. Brozek byl také herec s uměleckým jménem Jean Blaise. Pár spolu žil v La Madrague, rozešel se v prosinci 1979. V letech 1980–1985 měla Bardotová trvalý vztah s francouzským televizním producentem Allainem Bougrainem-Dubourgem. Dne 28. září 1983, v den svých 49. narozenin, se Bardotová předávkovala prášky na spaní či uklidnění v kombinaci s červeným vínem. Musela být převezena do nemocnice a zde jí byl zachráněn život pomocí vypumpování žaludku. V roce 1984 byla Bardotové diagnostikována rakovina prsu. Odmítla podstoupit chemoterapii a rozhodla se pouze pro ozařování. V roce 1986 se uzdravila.
Čtvrtým a současným manželem Bardotové je Bernard d'Ormale; manželé jsou od 16. srpna 1992. V roce 2018 v rozhovoru poskytnutém deníku Le Journal du Dimanche popřela zvěsti o minulých vztazích s Johnnym Hallydayem, Jimim Hendrixem a Mickem Jaggerem.
V roce 2020 byla její nemovitost Le Castelet nabídnuta k prodeji za 6 milionů eur společností Christie's International Real Estate. V roce 2020 Bardotová stále bydlela na adrese La Madrague.

## Politika a právní otázky
V 60. letech 20. století Bardotová vyjádřila podporu prezidentu Charlesi de Gaullovi.

Ve své knize Le Carré de Pluton z roku 1999 Bardotová kritizuje postup používaný při rituální porážce ovcí během muslimského Svátku oběti. Kromě toho v části knihy nazvané „Otevřený dopis mé ztracené Francii“ píše, že „moje země, Francie, moje vlast, moje země je opět napadena přemnožením cizinců, zejména muslimů“. Za tento komentář jí francouzský soud v červnu 2000 udělil pokutu 30 000 franků. Za původní zveřejnění tohoto otevřeného dopisu v deníku Le Figaro byla pokutována již v roce 1997 a za podobný výrok znovu v roce 1998.
Ve své knize Un cri dans le silence (doslovně Výkřik v tichu) z roku 2003 pronesla na adresu homosexuálů, že „vrtí zadkem, strkají prstíky do vzduchu a svým kastrátským hláskem naříkají, co jim ti příšerní heteráci provedli“, a uvedla, že někteří současní homosexuálové se chovají jako „pouťoví šílenci“. Na svou obranu Bardotová v dopise francouzskému gay časopisu napsala: „Kromě mého manžela – který možná také jednou přejde na druhou stranu – jsem zcela obklopena homosexuály. Už léta jsou mi oporou, přáteli, adoptivními dětmi, důvěrníky“.
Ve své knize se rozepsala o tématech, jako je rasové míšení, imigrace, role žen v politice a islám. Kniha obsahovala také část, v níž útočila na to, co nazvala „mícháním genů“, a chválila předchozí generace, které podle ní položily své životy, aby „vytlačily vetřelce“.
Dne 10. června 2004 byla Bardotová francouzským soudem počtvrté odsouzena za podněcování k rasové nenávisti a byla jí uložena pokuta ve výši 5 000 eur. Bardotová obvinění z rasové nenávisti popřela a u soudu se omluvila: „Nikdy jsem nikomu nechtěla vědomě ublížit. Nemám to v povaze“.
V roce 2008 byla Bardotová odsouzena za podněcování k rasové/náboženské nenávisti v souvislosti s dopisem, jehož kopii zaslala Nicolasi Sarkozymu v době, kdy byl ještě ministrem vnitra Francie. V dopise vyjádřila svůj nesouhlas s tím, aby muslimové ve Francii rituálně zabíjeli ovce podřezáním krku bez předchozího umrtvení. Na adresu muslimů také uvedla, že „už má dost toho, že jsme pod palcem této populace, která nás ničí, ničí naši zemi a vnucuje nám své zvyky“. Soudní proces skončil 3. června 2008 odsouzením a pokutou 15 000 eur. Státní zástupkyně uvedla, že ji unavuje obviňovat Bardotovou z trestných činů souvisejících s rasovou nenávistí.
Během prezidentských voleb ve Spojených státech v roce 2008 označila kandidátku Republikánské strany na viceprezidentku Sarah Palinovou za „hloupou“ a „ostudu žen“. Bývalou guvernérku Aljašky kritizovala za její postoje ke globálnímu oteplování a kontrole zbraní. Urazila ji prý také podpora těžby ropy v Arktidě ze strany Palinové a její nedostatečná ohleduplnost při ochraně ledních medvědů.
Dne 13. srpna 2010 se Bardotová obořila na režiséra Kyla Newmana v souvislosti s jeho plánem natočit životopisný film o jejím životě. Řekla mu: „Počkejte, až budu mrtvá, než natočíte film o mém životě!“ Jinak „budou létat jiskry“. V roce 2015 pohrozila, že zažaluje butik v Saint-Tropez, který prodával předměty s její tváří.
V roce 2018 Bardotová vyjádřila podporu hnutí žlutých vest. Dne 19. března 2019 zaslala Bardotová otevřený dopis prefektovi Réunionu Amaurymu de Saint-Quentinovi, v němž obvinila obyvatele ostrova v Indickém oceánu z týrání zvířat a označila je za „autochtonní, kteří si uchovali geny divochů“. V dopise týkajícím se týrání zvířat, který zaslala prostřednictvím své nadace, se zmínila o „stínání hlav koz a kozlíků“ během slavností a spojila tyto praktiky s „reminiscencemi na kanibalismus z minulých staletí“. Následující den na ni státní zástupce podal žalobu.
V červnu 2021 byla šestaosmdesátiletá Bardotová soudem v Arrasu pokutována částkou 5000 eur za veřejné urážky myslivců a jejich národního prezidenta Willyho Schraena. Původně koncem roku 2019 zveřejnila na webových stránkách Nadace Brigitte Bardotové příspěvek, v němž myslivce označila za „podlidi“ a „opilce“ a nositele „genů krutého barbarství zděděných po našich primitivních předcích“. Schraenová byla rovněž uražena. V době slyšení komentáře z webových stránek neodstranila. Na základě dopisu zaslaného prefektovi Réunionu v roce 2019 byla 4. listopadu 2021 francouzským soudem odsouzena za veřejné urážky a byla jí uložena pokuta ve výši 20 000 eur, což je dosud nejvyšší z jí udělených pokut.
Dlouhodobě vystupuje proti přistěhovalectví do Francie a celé Evropské unie ze zemí Afriky a Asie a také proti hnutí Black Lives Matter. V červenci 2020 zveřejnila na svém Twitteru dopis, v němž vyslovila podporu francouzské policii, která ve Francii čelí kritice za údajné rasistické postoje a odsoudila také násilné útoky vedené proti policii.
Ať žijí ti, kteří nás odvážně chrání, představují právo a ve dne v noci se nás snaží ochránit od útočící spodiny.“ Dál píše, že obdivuje jejich statečnost a rozumí jejich vzpouře proti ubohému ministrovi vnitra Castanerovi, kterého podporuje poslušný Macron. „Jsem Francouzka a představovala jsem symbol republiky Marianne, znají mě na celém světě a seru na vás a na vaše lekce z politické korektnosti, vy vymiškovaní hlupáci... úkolem policie je přece zajistit bezpečnost obyvatelstva a my je za všech okolností musíme respektovat. Už nyní existují místa, kam nikdo nemůže vstoupit, ani policisté, ani hasiči, ani lékaři... nechápu, jak mohly věci dojít tak daleko. Necháváme se válcovat lidmi, kteří s naší zemí nemají nic společného, kteří jsou mimořádně násilní a krutí a část Francie už nám kvůli tomu ani nepatří.
Brigite Bardotová, Lidovky.cz

### Spojení sLe Penovou
Manžel Bardotové Bernard d'Ormale je bývalým poradcem Jeana-Marie Le Pena, bývalého vůdce krajně pravicové strany Národní fronta (nyní Národní sdružení), hlavní krajně pravicové strany ve Francii. Bardotová vyjádřila podporu Marine Le Penové, vůdkyni Národní fronty (Národní sjednocení), a nazvala ji „Johankou z Arku 21. století“. Le Penovou podpořila ve francouzských prezidentských volbách v letech 2012 a 2017.

## Odkaz

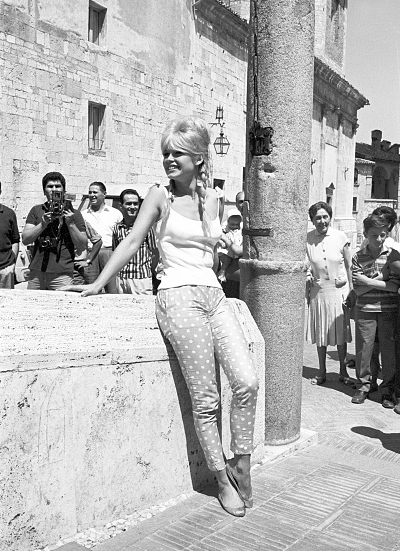
Bardotová a její styl oblékání v roce 1961

Deník The Guardian označil Bardotovou za „jednu z nejikoničtějších tváří, modelek a hereček 50. a 60. let“. Byla označena za „ikonu stylu“ a „múzu značek Dior, Balmain a Pierre Cardin“.
V módě je po ní pojmenován výstřih Bardot (široce rozevřený výstřih, který odhaluje obě ramena). Bardotová zpopularizovala tento styl, který se používá zejména u pletených svetrů nebo svetříků, i když se používá i u jiných topů a šatů. Bardotová zpopularizovala bikiny ve svých raných filmech, například ve filmu Manina, la fille sans voile (1952). V následujícím roce byla také vyfotografována v bikinách na všech plážích na jihu Francie během filmového festivalu v Cannes. Další pozornost si získala, když natočila film ...a Bůh stvořil ženu (1956) s Jeanem-Louisem Trintignantem. Bardotová v něm ztvárnila nemorální teenagerku dovádějící v bikinách, která svádí muže ve slušném maloměstském prostředí. Film měl mezinárodní úspěch. Bikiny byly v 50. letech ve Francii poměrně dobře přijímané, ale ve Spojených státech byly stále považovány za nevkusné. Ještě v roce 1959 Anne Coleová, jedna z největších návrhářek plavek ve Spojených státech, prohlásila: „Není to nic víc než tanga. Je to na hraně slušnosti“.
Do módy také uvedla účes choucroute („kysané zelí“) (jakýsi účes ve tvaru včelího úlu) a ginghamové šaty poté, co si na svatbě s Charrierem oblékla kostkované růžové šaty, které navrhl Jacques Esterel. Stala se námětem obrazu Andyho Warhola.
Isabella Biedenharnová z časopisu Elle napsala, že Bardotová „inspirovala tisíce (miliony?) žen, aby si v posledních desetiletích natupírovaly vlasy nebo vyzkoušely křídlovou oční linku“. Známá evokující póza popisuje ikonický modelingový portrét pořízený kolem roku 1960, na němž je Bardotová oblečena pouze do černých punčocháčů, zkřížených nohou přes přední část těla a zkřížených rukou přes prsa. Tuto pózu mnohokrát napodobily modelky a celebrity jako Lindsay Lohan, Elle Macpherson, Elle Macphersonová, Gisele Bündchenová a Rihanna.

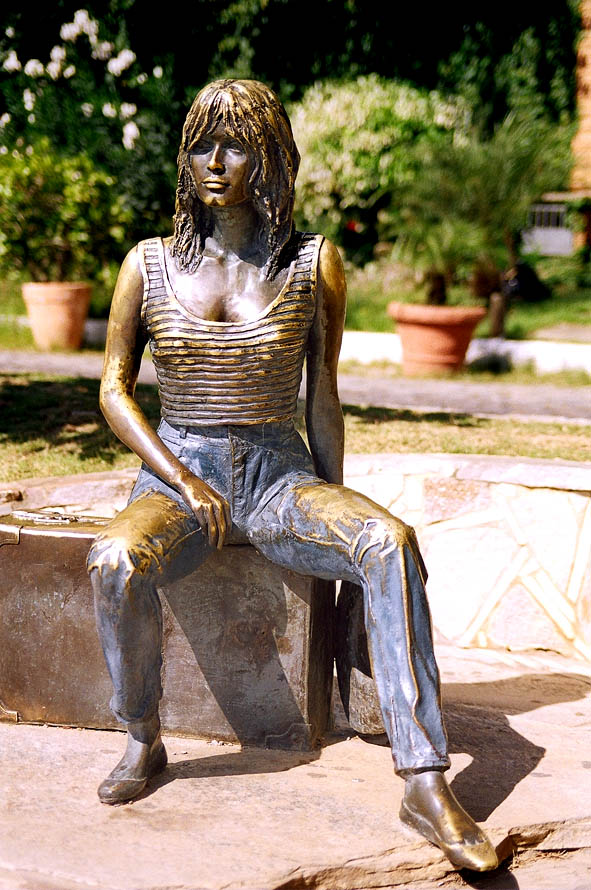
Socha Brigitte Bardot v letovisku Armação dos Búzios, Brazílie

Kromě popularizace plavek se Bardotová zasloužila o popularizaci města Saint Tropez a města Armação dos Búzios v Brazílii, které navštívila v roce 1964 se svým tehdejším přítelem, brazilským hudebníkem Bobem Zagurym. V místě, kde v Búziosu pobývala, je dnes malý hotel Pousada do Sol a také francouzská restaurace Cigalon. Ve městě stojí socha Bardotové od Christiny Motty.
Bardotovou v mládí obdivovali např. John Lennon a Paul McCartney. Plánovali natočit film The Beatles a Bardotové, podobný filmu A Hard Day's Night, ale plány nebyly nikdy realizovány. Lennonova první manželka Cynthia Powellová si zesvětlila barvu vlasů, aby se více podobala Bardotové, zatímco George Harrison srovnával Bardotovou se svou první ženou Pattie Boydovou, jak Cynthia později napsala v knize A Twist of Lennon. Lennon a Bardotová se osobně setkali jednou, v roce 1968 v hotelu May Fair, kam je uvedl tiskový agent Beatles Derek Taylor; nervózní Lennon si před příchodem vzal LSD a ani jedna z hvězd na tu druhou neudělala dojem. Lennon na to vzpomínal ve svých pamětech: „Já byl na LSD a ona na odchodu“. Podle poznámek k jeho prvnímu (stejnojmennému) albu věnoval hudebník Bob Dylan první píseň, kterou kdy napsal, Bardotové. Jmenovitě ji zmínil také ve skladbě „I Shall Be Free“, která se objevila na jeho druhém albu The Freewheelin' Bob Dylan. Vůbec první oficiální výstava věnovaná vlivu a odkazu Bardotové byla otevřena v Boulogne-Billancourt 29. září 2009 – den po jejích 75. narozeninách. Její jméno nese australská popová skupina Bardot.
Mezi ženy, které Bardotovou napodobovaly a inspirovaly se jí, patří Claudia Schiffer, Emmanuelle Béart, Elke Sommer, Kate Moss, Faith Hill, Isabelle Adjani, Diane Krugerová, Lara Stone, Kylie Minogue, Amy Winehouse, Georgia May Jagger, Zahia Dehar, Scarlett Johansson, Louise Bourgoin a Paris Hilton. Bardotová řekla: „Žádná z nich nemá mou osobnost“. Laetitia Casta ztělesnila Bardotovou ve francouzském dramatickém filmu Joanna Sfara Gainsbourg: A Heroic Life z roku 2010.
V roce 2011 ji časopis Los Angeles Times zařadil na druhé místo v žebříčku 50 nejkrásnějších žen ve filmu. Bardotová inspirovala Nicole Kidmanovou při propagaci focení kampaně britské značky Jimmy Choo v roce 2013.
V roce 2015 se Bardotová umístila na šestém místě v žebříčku „Deset nejkrásnějších žen všech dob“ podle průzkumu kosmetické společnosti Amway ve Velké Británii, kterého se zúčastnilo 2 000 žen. V roce 2020 časopis Vogue označil Bardotovou za číslo jedna mezi „Nejkrásnějšími francouzskými herečkami všech dob“. V retrospektivním přehledu sledujícím ženy napříč dějinami kinematografie ji časopis Glamour zařadil mezi „nejúspěšnější, nejtalentovanější a nejkrásnější herečky všech dob“.

## Filmografie (výběr)
- 1953: Čin lásky (Un acte d'amour), režie Anatole Litvak
- 1954: Tradita (Tradita), režie Mario Bonnard
- 1955: Doktor na moři (Doctor at Sea), režie Ralph Thomas
- 1955: Syn sladké Caroline (Le Fils de Caroline chérie), režie Jean-Devaivre
- 1955: Velké manévry (Les grandes manoeuvres), režie René Clair
- 1956: ...a Bůh stvořil ženu (Et Dieu... créa la femme), režie Roger Vadim
- 1956: Má mě rád, nemá mě rád (En effeuillant la marguerite), režie Marc Allégret
- 1956: Paris a Helena (Helen of Troy), režie Robert Wise
- 1956: Zatracená holka (Cette sacrée gamine), režie Michel Boisrond
- 1957: Pařížanka (Une Parisienne), režie Michel Boisrond
- 1958: Klenotníci měsíčního svitu (Les bijoutiers du clair de lune), režie Roger Vadim
- 1958: Un drôle de dimanche (Un drôle de dimanche), režie Marc Allégret
- 1958: V případě neštěstí (En cas de malheur), režie Claude Autant-Lara
- 1959: Babeta jde do války (Babette s'en va-t-en guerre), režie Christian-Jaque
- 1960: Orfeova závěť (Le Testament d'Orphée), režie Jean Cocteau
- 1960: Pravda (La Vérité), režie Henri-Georges Clouzot
- 1961: Soukromý život (Vie privée), režie Louis Malle
- 1962: Láska na polštáři (Le Repos du guerrier), režie Roger Vadim
- 1963: Pohrdání (Le Mépris), režie Jean-Luc Godard
- 1965: Drahá Brigitto (Dear Brigitte), režie Henry Koster
- 1965: Viva Maria! (Viva María!), režie Louis Malle
- 1966: Mužský rod, ženský rod (Masculin, féminin), režie Jean-Luc Godard
- 1968: Podivuhodné příběhy (Histoires extraordinaires), režie Federico Fellini, Louis Malle a Roger Vadim
- 1968: Shalako (Shalako), režie Edward Dmytryk
- 1969: Ženy (Les femmes), režie Jean Aurel
- 1970: Novicky (Les novices), režie Guy Casaril
- 1971: Petrolejářky (Les Pétroleuses), režie Guy Casaril a Christian-Jaque
- 1971: Rumový bulvár (Boulevard du Rhum), režie Robert Enrico
- 1973: Don Juan 73 (Don Juan ou Si Don Juan était une femme), režie Roger Vadim
- 1973: Sukničkář Colinot (L' Histoire très bonne et très joyeuse de Colinot Trousse-Chemise), režie Nina Companéez